# Eren Derdiyok
Eren Derdiyok (Suïssa, 12 de juny de 1988), és un exfutbolista suís-turc que juga com a davanter i el seu primer equip va ser el BSC Young Boys que jugava com a davanter.

## Trajectòria
Derdiyok va néixer a Suïssa, encara que els seus pares tenen els seus orígens turcs, a més de la nacionalitat suïssa té la nacionalitat turca.
Va començar la seva carrera com a futbolista en el BSC Young Boys, en la temporada 05-06, disputant 18 partits de lliga i marcant 10 gols.
La temporada següent fitxa pel FC Basel, equip amb el qual va guanyar 1 Lliga i 2 Copes de Suïssa.
La temporada 2009 fitxa pel Bayer Leverkusen, en un traspàs que es va xifrar en 5 milions d'euros.

## Internacional
Ha estat internacional amb la Selecció de futbol de Suïssa en 37 ocasions i ha marcat 7 gols amb la seva selecció fins al 26 de maig de 2012.
Va ser convocat per participar en l'Eurocopa d'Àustria i Suïssa de 2008, on va jugar les tres trobades que la seva selecció va disputar en aquest campionat. Va marcar un triplet en una trobada amistosa contra la selecció d'Alemanya, el 26 de maig de 2012, segellant la seva victòria 5-3.

### Participacions en Copes del Món
| Mundial                        | Seu        | Resultat      |
| ------------------------------ | ---------- | ------------- |
| Copa Mundial de Futbol de 2010 | Sud-àfrica | Fase de grups |

## Clubs
| Club             | País     | Any            | Partits | Gols |
| ---------------- | -------- | -------------- | ------- | ---- |
| FC Basel         | Suïssa   | 2006 - 2009    | 90      | 25   |
| Bayer Leverkusen | Alemanya | 2009 - 2012    | 137     | 35   |
| 1899 Hoffenheim  | Alemanya | 2012 - 2014    | 20      | 1    |
| Kasimpasa SK     | Turquia  | 2014 - Present |         |      |

## Palmarès

### Campionats estatals
| Títol              | Club     | País   | Any  |
| ------------------ | -------- | ------ | ---- |
| Copa de Suïssa     | FC Basel | Suïssa | 2007 |
| Super Lliga Suïssa | FC Basel | Suïssa | 2008 |
| Copa de Suïssa     | FC Basel | Suïssa | 2008 |